# Sheldon Lee Glashow

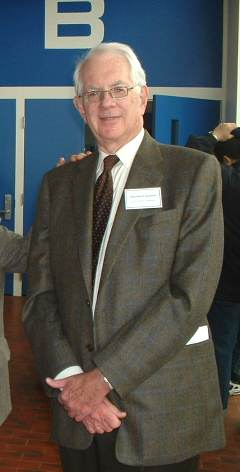
Sheldon Glashow an der Harvard University

Sheldon Lee Glashow (* 5. Dezember 1932 in New York) ist ein US-amerikanischer Physiker und Nobelpreisträger (1979). 

## Leben
Glashow war der Sohn jüdischer Einwanderer aus Russland, besuchte die Bronx High School of Science in New York und ging 1950 an die Cornell University, an der er 1954 seinen Bachelor-Abschluss machte. Anschließend ging er an die Harvard University, wo er 1955 seinen Master-Abschluss machte und 1959 in Physik bei Julian Seymour Schwinger promovierte, mit einer Arbeit (The Vector Meson in Elementary Particle Physics Decays), die schon den Weg zu seinen Pionierarbeiten zur elektroschwachen Vereinigung andeutete. 1958 bis 1960 war er mit einem Stipendium der NSF in Europa am Institut für Theoretische Physik in Kopenhagen und am CERN (er wartete auf die Genehmigung, um mit Igor Tamm in Moskau zu arbeiten). In diesen Jahren (1958 bis 1960) entwickelte er auch seine Ideen zur elektroschwachen Vereinigung, die ihm den Nobelpreis brachten. In Kopenhagen entwickelte er auch 1964 frühe Ideen zum Charm-Quark mit James Bjorken. Nachdem er über seine Theorie der algebraischen Struktur der elektroschwachen Wechselwirkung auf der Rochester-Konferenz 1960 vortrug, erhielt er eine Einladung von Murray Gell-Mann ans Caltech, wo er 1960/61 war und sich in der Folge mit der von Gell-Mann propagierten Quark-Theorie beschäftigte, teilweise in Zusammenarbeit mit Sidney Coleman. 1961 wurde er Assistant Professor an der Stanford University, 1962 Associate Professor an der University of California, Berkeley und ab 1966 Professor an der Harvard University. Seit 2000 ist er Professor an der Boston University, wo er schon seit 1984 Gastwissenschaftler war. Er war unter anderem Gastprofessor am Massachusetts Institute of Technology (1974/75 und 1979/80), am CERN (1968), am Niels-Bohr-Institut (1964), der Universität Aix-Marseille (1970), am Brookhaven National Laboratory (1964) und der Texas A&M University (1982). Ab 1982 war er auch Affiliated Senior Scientist an der University of Houston.
Er erhielt 1979 zusammen mit Abdus Salam und Steven Weinberg – einem Klassenkameraden aus der High School ebenso wie Gerald Feinberg – den Physik-Nobelpreis „für ihren Beitrag zur Theorie der Vereinigung schwacher und elektromagnetischer Wechselwirkung zwischen Elementarteilchen, einschließlich unter anderem der Voraussage der schwachen neutralen Ströme“ (siehe Glashow-Weinberg-Salam-Theorie, Z-Boson). Mit John Iliopoulos und Luciano Maiani lieferte er mit dem GIM-Mechanismus 1970 als erster einen Hinweis auf die Existenz eines vierten Quarks, später als Charm-Quark bekannt. Mit Álvaro de Rújula und Georgi befasste er sich auch mit dem Charmonium-Spektrum in der Quantenchromodynamik. Er befasste sich auch früh mit GUTs und schlug 1974 mit Howard Georgi eine Vereinheitlichung der Eichgruppen des Standardmodells in der SU(5) (fünfdimensionale spezielle unitäre Gruppe) vor (Georgi-Glashow-Modell).
1985 bis 1988 war er Präsident des Internationalen Sacharow-Komitees. Er ist Mitglied der National Academy of Sciences (1977), der American Academy of Arts and Sciences, der American Philosophical Society und Fellow der American Association for the Advancement of Science. 1977 erhielt er die Oppenheimer Memorial Medal. 2011 erhielt er den High Energy and Particle Physics Prize der EPS, 2017 die Oskar-Klein-Medaille.
1950 war er Finalist im Westinghouse Science Wettbewerb für Schüler. 1962 bis 1966 war er Sloan Research Fellow. Er ist mehrfacher Ehrendoktor (Yeshiva University, Universität Aix-Marseille, Bar-Ilan Universität, Adelphi University, Gustaphus Adolphus College).
Glashow ist ein prominenter Gegner der Superstring-Theorie und ein bekennender Anhänger der atheistischen Bewegung „Brights“. Er ist seit 1972 verheiratet mit einer Schwester von Lynn Margulis, Joan Alexander, und hat vier Kinder.

## Schriften (Auswahl)
Aufsätze
- Quarks with color and flavor. In: Scientific American, Bd. 233 (1975), S. 38–50, ISSN 0036-8733.
- mit Howard Georgi: Unified theory of elementary particle forces. In: Physics Today, Bd. 33 (1981), Heft 9, S. 30–39, ISSN 0031-9228.

Monographien
- The Charm of Physics (Masters of modern physics; 1). AIP, New York 1991, ISBN 0-88318-708-6.
- Interactions. A journey through the moind of a particle physicist and the matter of this world. Warner Books, New York 1988, ISBN 0-446-51315-6.
- From alchemy to quarks. The study of physics as a liberal art. Brooks Cole, Pacific Grove, Calif. 1994, ISBN 0-534-16656-3.